# Світ смерті 3. Кінні Варвари
«Світ смерті 3. Кінні варвари» (англ. Deathworld 3. Horse Barbarians) — роман американського письменника-фантаста Гаррі Гаррісона, написаний у 1968 році, продовжує серію «Світ смерті» про пригоди Язона дін Альта.

## Сюжет
Язон дін Альт розуміє, що життя на Піррі у постійній боротьбі за існування надто важке. Якраз в цей час він дізнається про існування планети Щастя (в оригіналі на англ. Felicity), яка «надзвичайно багата важкими елементами, розташованими близько до поверхні на обмеженій території». Але компанія, яка відкрила цю планету, відмовилася від розробки родовищ. Язон купує космічний корабель, набирає команду добровольців з пірран, в яку увійшли всі ключові персонажі з першої книги циклу (Керк, Мета та інші) і вирушає підкорювати цю планету.
Плато, на якому знаходяться поклади корисних копалин, перебуває під владою Темучина, вождя кочових племен. Після першого невдалого контакту Язон пропонує заснувати плем'я войовничих пірран з метою впровадження в народ кочівників і подальшого повалення Темучина. Однак підтримка вождя занадто велика, тому від первісної мети Язон змушений відмовитися. Після низки війн на стороні Темучина, закинутий в його оточення Язон потрапляє в опалу. В результаті він знаходить єдиний і раніше невідомий шлях з плато на теплі рівнини, де мешкають культурно розвиненіші, але миролюбиві племена. Варвари завойовують їх, а потім поступово переселяються з суворого плато на рівнини, звільняючи тим самим місце для розробок руди Язоном і пірранами.

## Нові персонажі
- Темучин — вождь кочовиків, який об'єднав племена з плато для війни проти гірничодобувної компанії і гірських племен;
- Орайал — мандрівний жонглер, який допоміг Ясона сховатися в таборі Темучина;
- Шейнін — вождь племені з клану Щурів;
- Аханк — один з офіцерів Темучина.

## Цікаві факти
- Біографія вождя кочових племен Темучина (і навіть ім'я) списано з Гаррісоном життєвого шляху монгольського полководця Темуджина, відомого також під ім'ям Чингісхан.
- Щоб добитися своїх цілей і витіснити кочівників з плато, Язон використовував факти з земної історії, а саме завоювання Західної Римської Імперії варварами і середньовічного Китаю монголами.